# Du hast
Du hast (niem. masz) – piosenka niemieckiej grupy Rammstein, pochodząca z drugiego albumu zespołu, zatytułowanego Sehnsucht (1997). To także singel promujący płytę.
„Du hast” jest jedną z najpopularniejszych piosenek zespołu (zwłaszcza w USA). Często wykorzystywana w filmach, zwiastunach lub umieszczana na soundtrackach, była hitem roku 1997, przez długi czas utrzymywała się na pierwszych miejscach różnych list przebojów. Refren jest bardzo dobrze rozpoznawalny i dosyć prosty.

## Znaczenie tytułu
Tytuł jest grą słów. Du hast znaczy ‘masz’, jednak gdy wokalista śpiewa te słowa, a słuchający nie ma do dyspozycji pisemnej wersji tekstu, może to zabrzmieć jak du hasst – ‘nienawidzisz’.

## Teledysk
Teledysk do piosenki inspirowany jest filmem Wściekłe psy Quentina Tarantino. Jeden z członków zespołu (Christoph Schneider) gra bandytę, który przyjeżdża z pewną kobietą (która zostaje w samochodzie) do szopy, by spotkać się z przyjaciółmi. Ukazują się w maskach, gdy je zdejmują, widać, że to członkowie zespołu. Pod koniec widać, że Schneider płonie, a gdy członkowie Rammstein wychodzą z szopy i przechodzą obok wspomnianego samochodu, Schneider rzuca dziwne spojrzenie w kierunku kobiety. Gdy samochód jest widoczny już za plecami członków zespołu, efektownie eksploduje. Kobieta prawdopodobnie w wyniku tego wybuchu ginie – na początku klipu widać jej porozrzucane w okolicach wraku przedmioty (szminka, naszyjnik, but).

## Wersje piosenki
Piosenka wydana została w dwóch wersjach – ta, która pierwotnie ukazała się na albumie, śpiewana jest w całości po niemiecku. W późniejszym czasie nagrano także wersję anglojęzyczną, gdzie trzy pierwsze zwrotki i refren śpiewane są po angielsku, a reszta po niemiecku.
W oryginalnej wersji wokalista śpiewa Willst du bis der Tod euch scheidet treu ihr sein für alle Tage? (Czy chcesz być jej wierny przez wszystkie dni, dopóki śmierć was nie rozłączy?) i Willst du bis zum Tod, der scheide sie lieben auch in schlechten Tagen (Czy chcesz, dopóki śmierć was nie rozłączy, kochać ją, nawet w złe dni?). Jednak zamiast odpowiedzi ja (tak) słyszymy powtarzane kilkakrotnie nie, aż ostatecznie nie pada żadna odpowiedź, co uchwycone zostało na samym początku piosenki: Du hast mich gefragt, und ich hab nichts gesagt (Zapytałaś mnie, a ja nic nie odpowiedziałem).
W niemieckiej wersji jest więcej gier słów. Samo du hast mich powtarzane na początku piosenki znaczy ‘masz mnie’, jednak gdy Till w pewnym momencie dodaje słowo gefragt, całkowicie zmieniony zostaje sens zdania – du hast mich gefragt znaczy bowiem ‘zapytałaś mnie’. Pojawiające się w dalszej części Willst du bis zum Tod, der scheide znaczy ‘dopóki śmierć was nie rozłączy’, jednak Tod der Scheide znaczy... ‘śmierć pochwy’.
Wersja angielska nie jest dosłownym tłumaczeniem z języka niemieckiego. Słowa niemieckiej przysięgi małżeńskiej zastąpiono angielską, zamieniono także początek piosenki.
|  | Wersja niemiecka (w nawiasie polskie tłumaczenie) Du (Ty) Du hast (Ty masz) Du hast mich (Ty masz mnie) du hast mich gefragt (Zapytałaś mnie) du hast mich gefragt, und ich hab nichts gesagt (Zapytałaś mnie, a ja nic nie odpowiedziałem) |  | Wersja angielska (w nawiasie polskie tłumaczenie) You (Ty) You hate (Ty nienawidzisz) You hate me (Ty nienawidzisz mnie) You hate me to say (Ty nienawidzisz mnie, gdy mówię) You hate me to say and I did not obey (Ty nienawidzisz, gdy mówię, a ja nie jestem posłuszny) |  |

Dodatkowo niemieckie nein zastąpione zostało słowem never (nigdy), zamiast no (angielskie ‘nie’).

## Lista utworów na singlu
1. Du hast
2. Bück dich
3. Du hast (Remix by Jacob Hellner)
4. Du hast (Remix by Clawfinger)

### Wersja promocyjna
1. Du hast (International Version)
2. Du hast (Single & Video Version)
3. Du hast (Remix by Jacob Hellner)